# Callionymiformes
Callionymiformes là một danh pháp cấp bộ trong nhóm cá xương mà nếu được công nhận thì chứa 2 họ là Callionymidae và Draconettidae. Trong một số hệ thống phân loại hai họ này hợp thành phân bộ Callionymoidei của kiểu gộp nhóm rất rộng là bộ Perciformes.
Nelson (2016) công nhận bộ này nhưng nhiều tác giả sau đó cho rằng nếu Callionymiformes được công nhận như một bộ thì bộ Syngnathiformes trở thành cận ngành và vì thế tốt nhất là gộp Callionmyoidei như là một phân bộ trong bộ Syngnathiformes.

## Các họ
Hai họ đặt trong Callionymiformes theo Nelson 2016 là:
- Callionymidae Bonaparte, 1831
- Draconettidae Jordan & Fowler, 1903